# Colinus
Colinus é um género de ave da família Odontophoridae.

## Espécies
Estão descritas as seguintes espécies:
- Colinus cristatus (Linnaeus, 1766)
- Colinus leucopogon (Lesson, 1842)
- Colinus nigrogularis (Gould, 1843)
- Colinus virginianus (Linnaeus, 1758)